# 罗迪·盖恩斯
安布罗斯·“罗迪”·盖恩斯四世（英語：Ambrose "Rowdy" Gaines IV，1959年2月17日—），美国前男子游泳运动员。他曾获得3枚奥林匹克运动会游泳比赛金牌。退役后，担任电视网ESPN和NBC的游泳比赛分析师。